# Полунощ в Париж
„Полунощ в Париж“ (на английски: Midnight in Paris) е американска романтична комедия с елементи на фентъзи на режисьора и сценарист Уди Алън от 2011 г.
Във филма участват Оуен Уилсън, Рейчъл Макадамс, Марион Котияр, Кати Бейтс и Ейдриън Броуди. Като почти всеки предишен филм на Алън филмът дебютира на фестивала в Кан, а през май е пуснат по кината в Щатите. През януари 2012 г. Полунощ в Париж печели наградата за най-добър сценарий на Златните глобуси и получава четири номинации за Оскари 2012 – за филм, режисура, сценарий и декори.

## Сюжет
Внимание:  Текстът по-долу разкрива сюжета на произведението (или части от него)!
През 2010 Гил Пендър, успешен холивудски сценарист, и годеницата му Инес са на ваканция в Париж, придружавани от родителите на младата дама. През това време Гил се опитва неимоверно да завърши първия си роман. Но докато той е готов да остави всичко в името на творчеството си, Инес, която го смята за безнадежден мечтател, го съветва да се придържа към работата си като сценарист, в която вече е пожънал успехи. Между двамата има много различия, които сякаш стават още по-явни в Париж.
Докато двойката се наслаждава на престоя си в Града на влюбените, ненадейно се сблъскват с Пол, който е стар приятел на Инес. Той е описан като педантик, който говори уверено, макар точността му по отношение на историческите събития да се поставена под въпрос. Пол е човек, на когото Инес се възхищава, докато Гил го намира за непоносим.
Една вечер, когато Инес отива на танци с Пол и съпругата му, Гил се напива. Загубен в Париж, Гил сяда насред една улица. Когато минава полунощ обаче една кола от 20-те спира пред него, а хората вътре го подканват да се присъедини към тях. По този начин Гил попада в 20-те години на миналия век. Той се запознава със Зелда и Скот Фицджералд, които го срещат с Ърнест Хемингуей. След кратък разговор, писателят предлага на Гил да покаже романа му на Гертруд Стайн. Когато обаче Гил напуска бара, за да вземе черновата си от хотела, в който е отседнал, открива, че се е завърнал в 2010. На следващата вечер Гил се опитва да вземе Инес със себе си в миналото. Те отиват на същото място, откъдето той се е качил на колата предната нощ, но тя не дочаква полунощ и се връща в хотела. Малко след тръгването ѝ, мистериозната кола се появява и Гил отново попада в миналото. Там, той се среща с Хемингуей, който го води при Гертруд Стайн. Тя се съгласява да прегледа написаното от него и го запознава с Пабло Пикасо и любовницата му Адриана.
Гил прекарва всяка следваща нощ в миналото. Неговите нощни разходки дразнят Инес и будят съмнения у баща ѝ, който наема частен детектив, който да го следва. Гил прекарва все повече и повече време с Адриана, която напуска Пикасо и заминава с Хемингуей, след като научава, че Гил е сгоден. Съвсем скоро Гил осъзнава, че е започнал да се влюбва в очарователната дама от миналото, която също не е безразлична към него. Това поражда някои вътрешни конфликти в героя, които той се опитва да разреши с помощта на Салвадор Дали, Ман Рей и Луис Бунюел. За тах обаче, като за сюреалисти, няма нищо странно в твърдението на Гил, че идва от бъдещето.
Един ден, докато Инес и майка ѝ купуват скъпи мебели, Гил среща Габриеле – продавачка на антики, от която той си купува грамофонна плоча. Там, край река Сена, той открива и дневника на Адриана, от който разбира, че тя е била влюбена в него. След като прочита за нейната мечта да получи подарък от него, а след това да се любят, Гил краде чифт обеци от Инес. Нещата обаче не се развиват както ги е планирал и му се налага да ги върне на мястото им. След това купува обеци за Адриана. Когато за пореден път се връща в миналото, Гил открива Адриана на едно парти. Заедно излизат на разходка и той ѝ дава подаръка. Докато дамата си слага обеците, карета спира край тях и те се качват в нея. По този начин двамата попадат в 1890-те, където Адриана решава да остане. Така, пътищата им се разделят.
Гил пренаписва първите глави от романа си по препоръките, направени от Щайн. Тя му казва, че Хемингуей харесва историята му, но не разбира, защо главният герой не осъзнава, че годеницата му, която е вдъхновена от Инес, има афера с герой, базиран на Пол. Когато Гил се завръща в 2010, той конфронтира Инес и тя признава, че е спала с Пол, но твърди, че това не е от значение. Вследствие, Гил разваля годежа и решава да се премести за постоянно в Париж.
Разхождайки се посреднощ край реката, Гил попада на Габриеле. След като започва да вали, открили, че и двамата харесват града повече, когато вали, Гил изпраща младата французойка до дома ѝ.

## В ролите
| Актьор          | Роля                |
| --------------- | ------------------- |
| Оуен Уилсън     | Джил Пендър         |
| Рейчъл Макадамс | Инес                |
| Марион Котияр   | Адриана             |
| Кати Бейтс      | Гертруд Стайн       |
| Ейдриън Броуди  | Салвадор Дали       |
| Майкъл Шийн     | Пол Бейтс           |
| Карла Бруни     | екскурзовод в музея |
| Леа Сейду       | Габриел             |
| Гад Елмалех     | дет. Тисерон        |

## Награди и номинации
| Награда                              | Категория                              | Номиниран(и)                         | Резултат  |
| ------------------------------------ | -------------------------------------- | ------------------------------------ | --------- |
| Награди на филмовата академия на САЩ | Най-добър оригинален сценарий          | Уди Алън                             | награда   |
| Награди на филмовата академия на САЩ | Най-добър филм                         | Най-добър филм                       | номинация |
| Награди на филмовата академия на САЩ | Най-добър режисьор                     | Уди Алън                             | номинация |
| Награди на филмовата академия на САЩ | Най-добри декори                       | Най-добри декори                     | номинация |
| Награда на БАФТА                     | Най-добър оригинален сценарий          | Уди Алън                             | номинация |
| Златен глобус                        | Най-добър сценарий                     | Уди Алън                             | награда   |
| Златен глобус                        | Най-добър филм – мюзикъл или комедия   | Най-добър филм – мюзикъл или комедия | номинация |
| Златен глобус                        | Най-добър режисьор                     | Уди Алън                             | номинация |
| Златен глобус                        | Най-добър актьор в мюзикъл или комедия | Оуен Уилсън                          | номинация |
| Награда „Бредбъри“                   | Награда „Бредбъри“                     | Уди Алън                             | номинация |
| Сателит                              | Най-добър филм                         | Най-добър филм                       | номинация |
| Сателит                              | Най-добър режисьор                     | Уди Алън                             | номинация |
| Сателит                              | Най-добра актриса в поддържаща роля    | Рейчъл Макадамс                      | номинация |
| Сатурн                               | Най-добър фентъзи филм                 | Най-добър фентъзи филм               | номинация |
| Сатурн                               | Най-добър сценарий                     | Уди Алън                             | номинация |